# Klub vojenské historie
Klub vojenské historie je zájmová skupina, která se věnuje propagaci vojenské historie, obvykle omezené na určité období nebo oblast. Vzhledem k tomu, že činnost není centrálně organizovaná a že využívá práce a nadšení dobrovolníků, tvoří kluby vojenské historie důležitou součást občanské společnosti. Činnost i financování KVH se velmi liší od vládou podporovaných aktivit či projektů ministerstev (srov. Československá obec legionářská, Legie 100).
Členové klubů jsou obvykle amatéři, pro které je koníčkem jak výroba a shánění příslušného vybavení, tak jeho veřejná prezentace (válečná hra, které se sami účastní). V tomto se podobají amatérským divadlům, klubům autoveteránů nebo motorkářů. Na rozdíl od klubů veteránů, domobrany či legií členové KVH ve skutečném ozbrojeném konfliktu většinou nikdy nebyli. Jejich motivace je jiná, než oživovat vlastní minulost a vzpomínky.

## Činnost klubů
Důležitou součástí činnosti klubů vojenské historie jsou rekonstrukce historických událostí někdy označované i anglickým výrazem reenactment. Na ně se sjíždějí kluby vojenské historie často i z různých zemí, aby veřejně předvedly rekonstrukce historických bitev, obléhání hradů a měst i další vojenské manévry a šarvátky. Účastní se též slavnostních přehlídek a pietních aktů. Pro aktéry i diváky jsou tyto akce zážitkem, zdrojem poučení a vítaným způsobem trávení volného času.
Kluby vojenské historie někdy vystupují ve filmech nebo mají vlastní představení na hradech a zámcích, kde jejich členové s výhodou využijí dobové oblečení, repliky zbraní, získané znalosti a dovednosti. Některé kluby také pomáhají udržovat nebo rekonstruovat historické vojenské památky jako zříceniny hradů, bunkry a jiné opevněné objekty.
Nabídka prodejců a výrobců se zaměřením na reenactment (tzv. "military shops") se zaměřuje na uniformy, zbraně, střelivo, ochranné pomůcky a podobně.

## Česká republika
V České republice mají kluby vojenské historie nejčastěji právní formu zájmového nebo občanského sdružení (spolku). Spolkový rejstřík uvádí více než 200 takových spolků, mnoho dalších však existuje pod jinými názvy.

### Kluby vojenské historie v Česku
- Klub vojenské historie Praha
- Klub historického vojenství Brno